# Người Longobard tại Italia. Những nơi chốn của quyền lực (568–774 CN)
Longobards tại Italia, những nơi chốn của quyền lực (568–774 CN) ở Ý bao gồm 7 khu vực bao gồm các nhà thờ, tu viện, pháo đài là những bằng chứng quan trọng về văn hóa của người Lombard thuộc nhóm Giéc-man, di chuyển từ Bắc Âu đến Ý từ thế kỷ 6 đến thế kỷ 8. Các công trình này dung hợp các phong cách đánh dấu sự chuyển tiếp từ Cổ đại sang Trung đại Âu châu, dựa trên di sản của La Mã cổ đại, tinh thần Kitô giáo, ảnh hưởng Byzantine và Bắc Âu Giéc-man.

## Danh sách địa điểm

### Cividale del Friuli
Khu vực Gastaldaga và phức hợp Tòa giám mục tại Cividale del Friuli bao gồm khu vực Gastaldaga với ngôi đền Longobard nhỏ và phức hợp Tòa giám mục là những gì còn sót lại của dinh giám mục nằm dưới Bảo tàng Khảo cổ học Quốc gia Cividale del Friuli

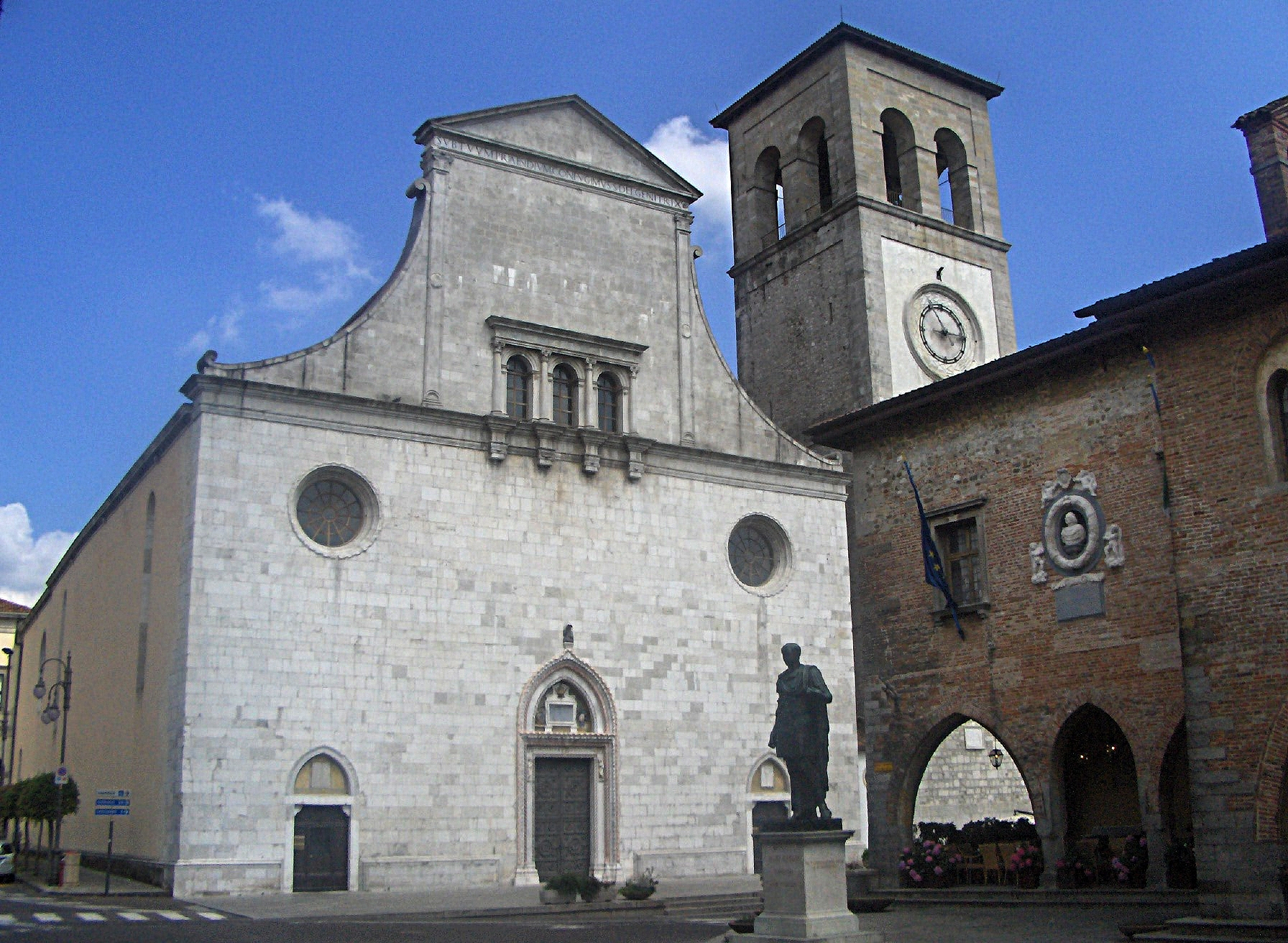
Mặt tiền của Nhà thờ chính tòa.
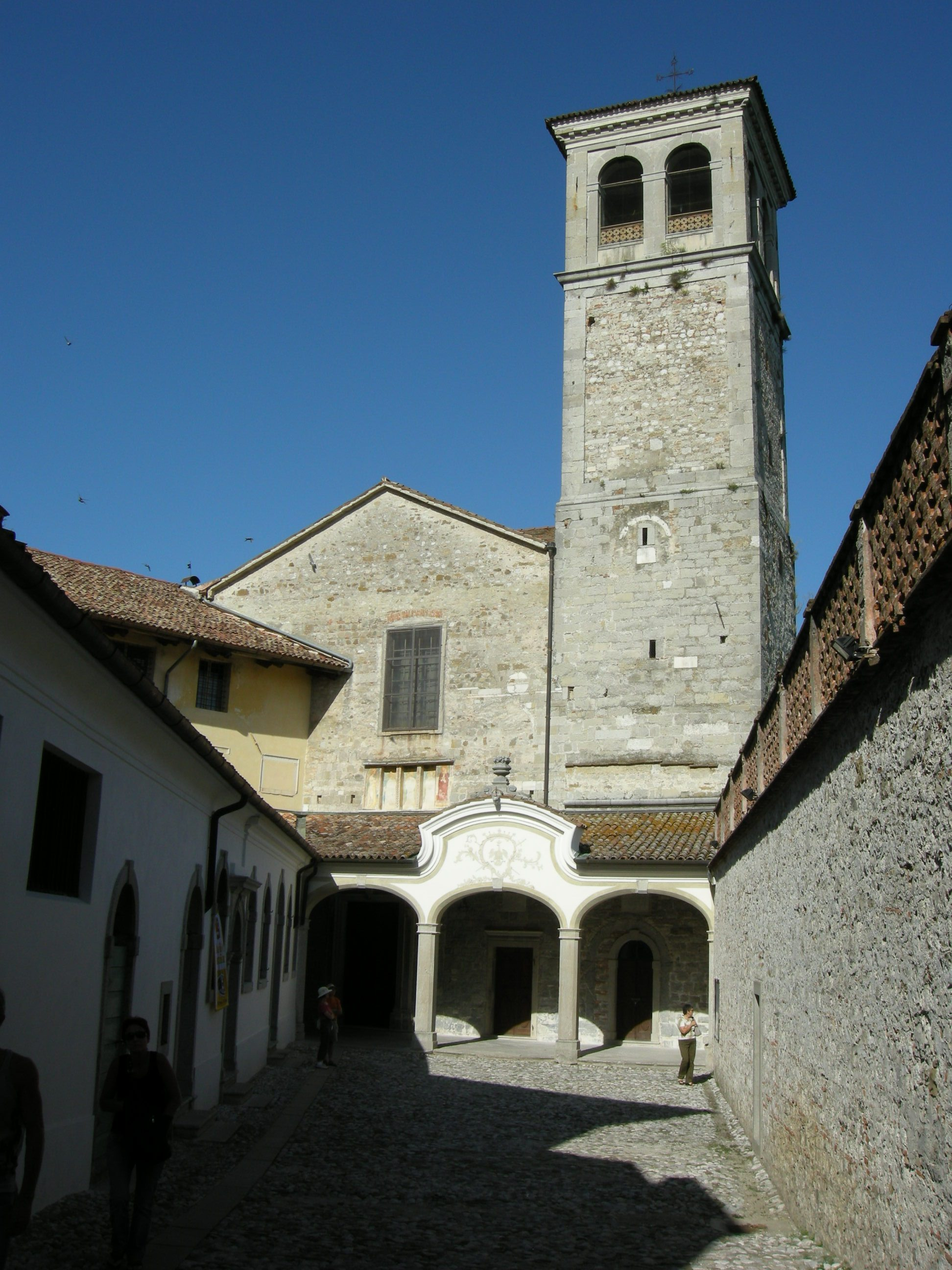
Nhà thờ Santa Maria ở Valle trong khu vực Gastaldaga.
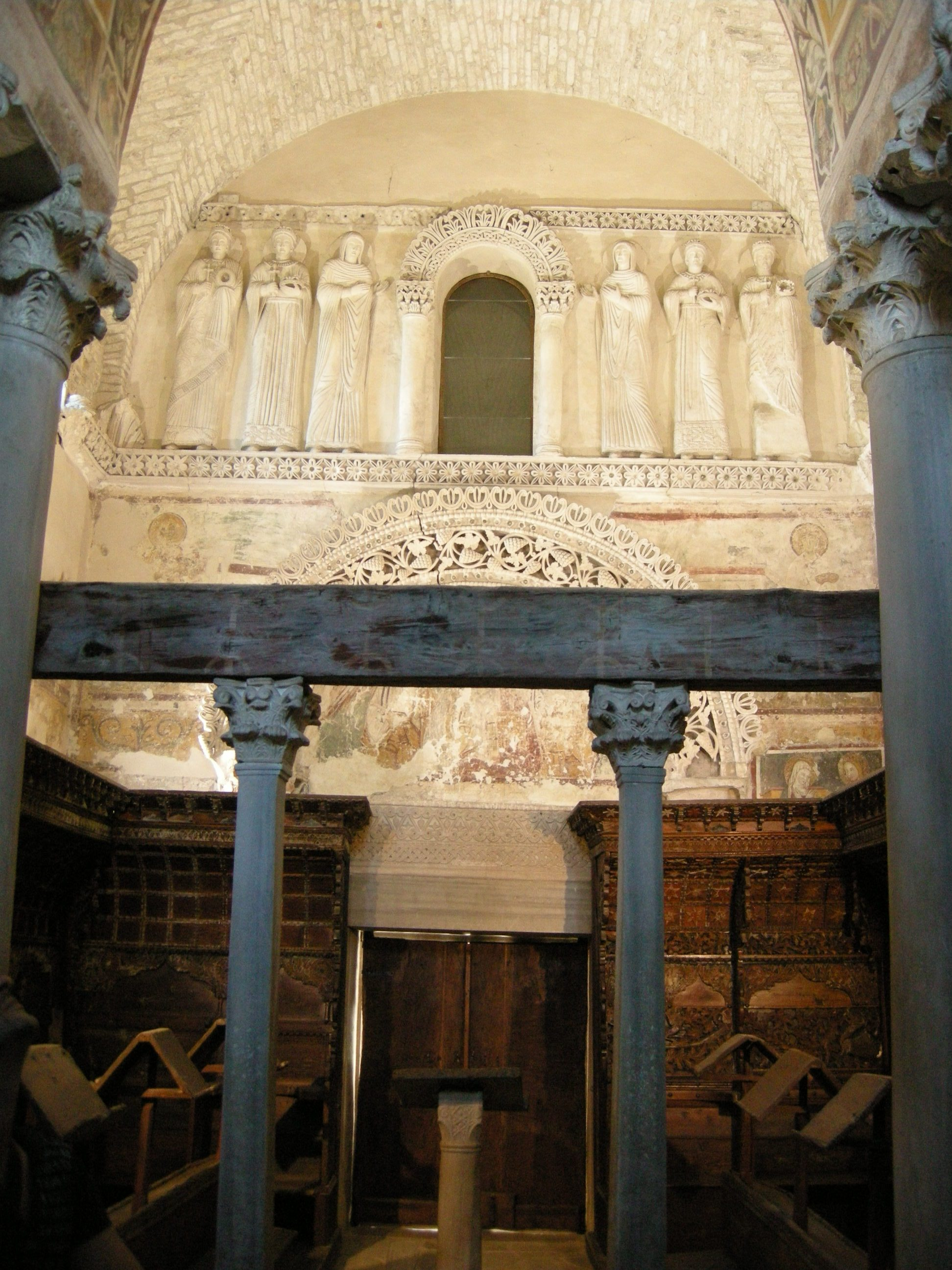
Đền thờ của người Longobard.
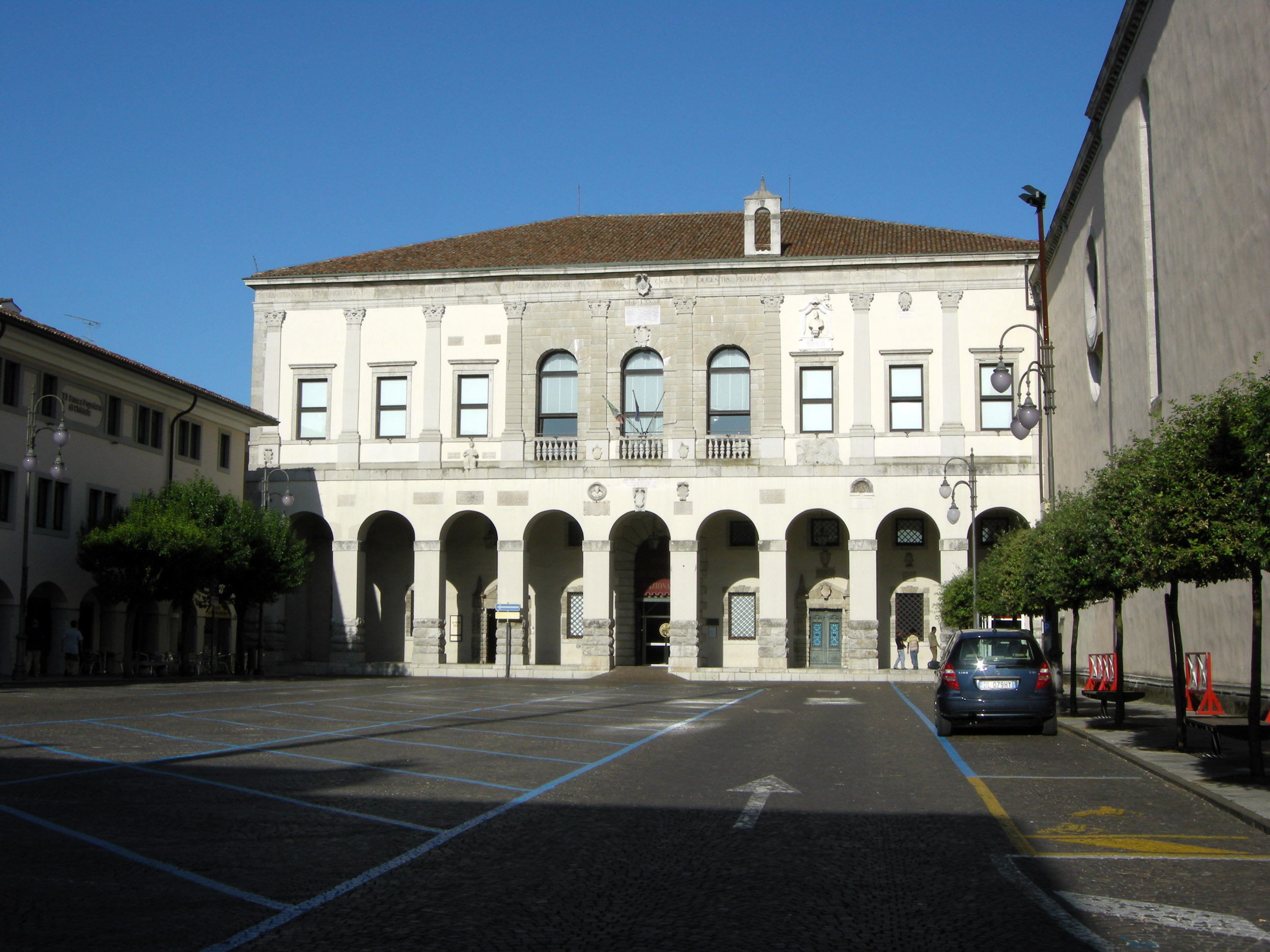
Cung điện Pretorio trong khu phức hợp.

### Tu viện San Salvatore-Santa Giulia
Khu vực hoành tráng với quần thể tu viện San Salvatore-Santa Giulia tại Brescia bao gồm tu viện Santa Giulia cũng như vương cung thánh đường San Salvatore và khu vực khảo cổ La Mã.
Được thành lập vào năm 753 như một nhà thờ dành cho tu viện bởi Desiderius, công tước Brescia và vị vua tương lai của người Longobard và vợ của ông, nữ hoàng Ansa. Tu viện San Salvatore, đặc trưng bởi việc sử dụng phong cách Longobard đương đại và các họa tiết trang trí cổ điển và công phu, là một trong những ví dụ điển hình về kiến trúc tôn giáo Sơ kỳ Trung cổ. Qua nhiều thế kỷ, nó đã được sửa đổi nhiều lần và trở thành một phần của khu phức hợp mới, nơi có Nhà thờ dành riêng cho Santa Giulia, được hoàn thành vào năm 1599.
Ở phía tây của quần thể tu viện là khu vực hoành tráng bao gồm điện Capitolium, thánh địa của nền cộng hòa và nhà hát La Mã, gắn liền với những câu chuyện về San Salvatore-Santa Giulia. Tòa nhà tôn giáo lâu đời nhất của khu tòa án La Mã có niên đại vào cuối thế kỷ thứ nhất trước Công nguyên. Mức độ bảo tồn đặc biệt của các khía cạnh kiến trúc và trang trí làm cho khu vực khảo cổ này trở thành một ví dụ độc đáo ở miền bắc nước Ý.

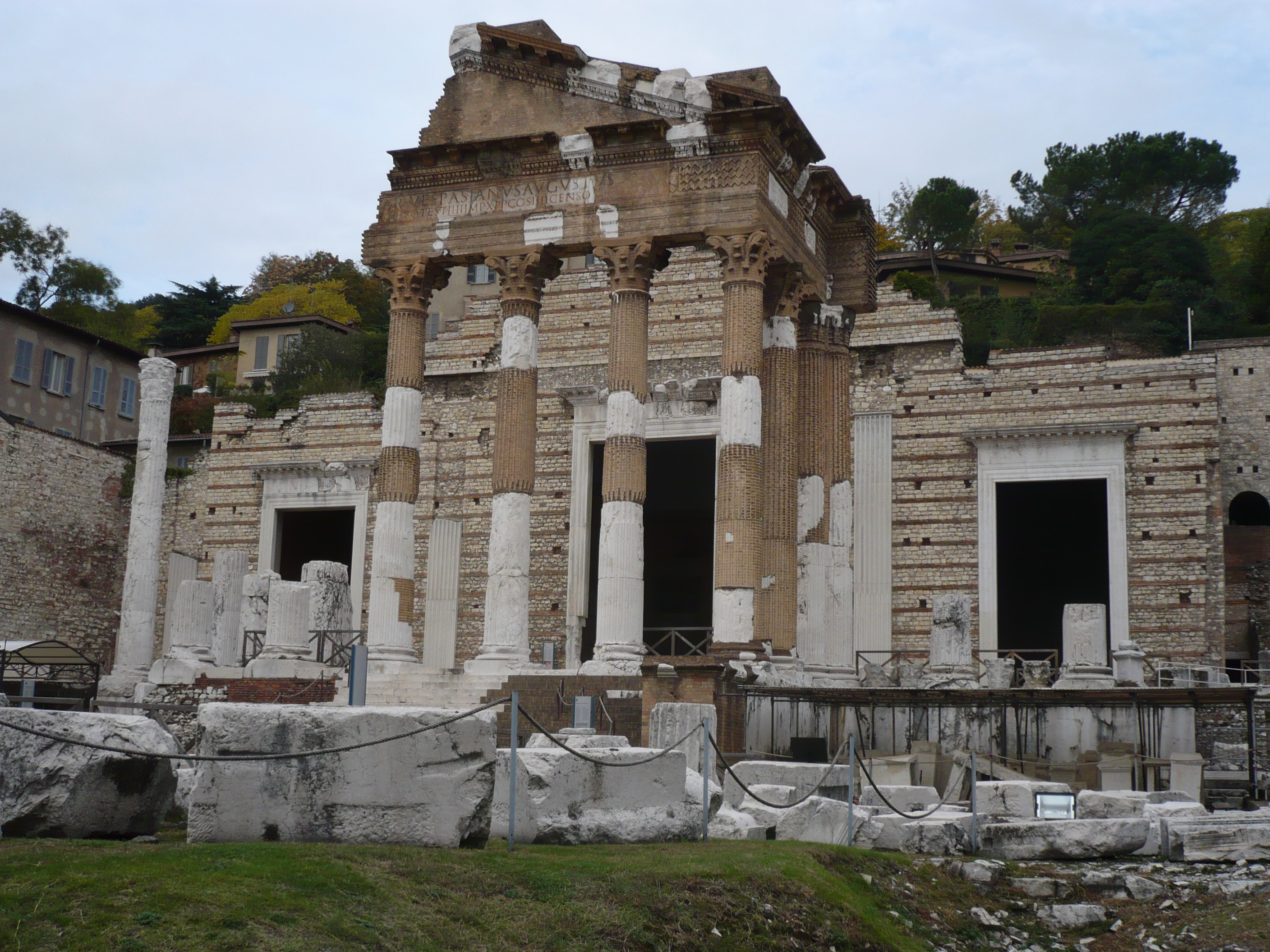
Điện Capitolium trong khu vực hoành tráng của tòa án La Mã.
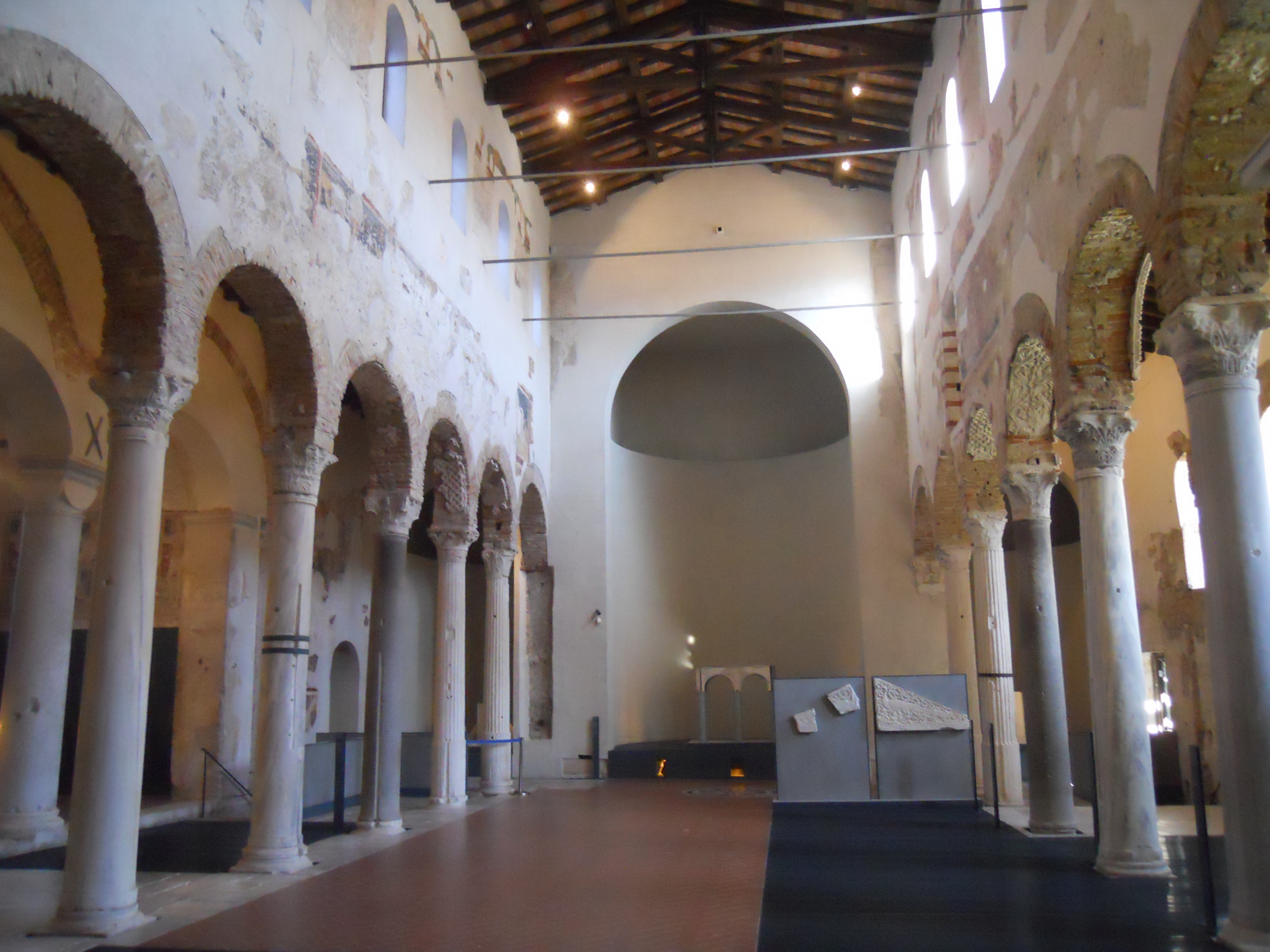
Vương cung thánh đường San Salvatore.
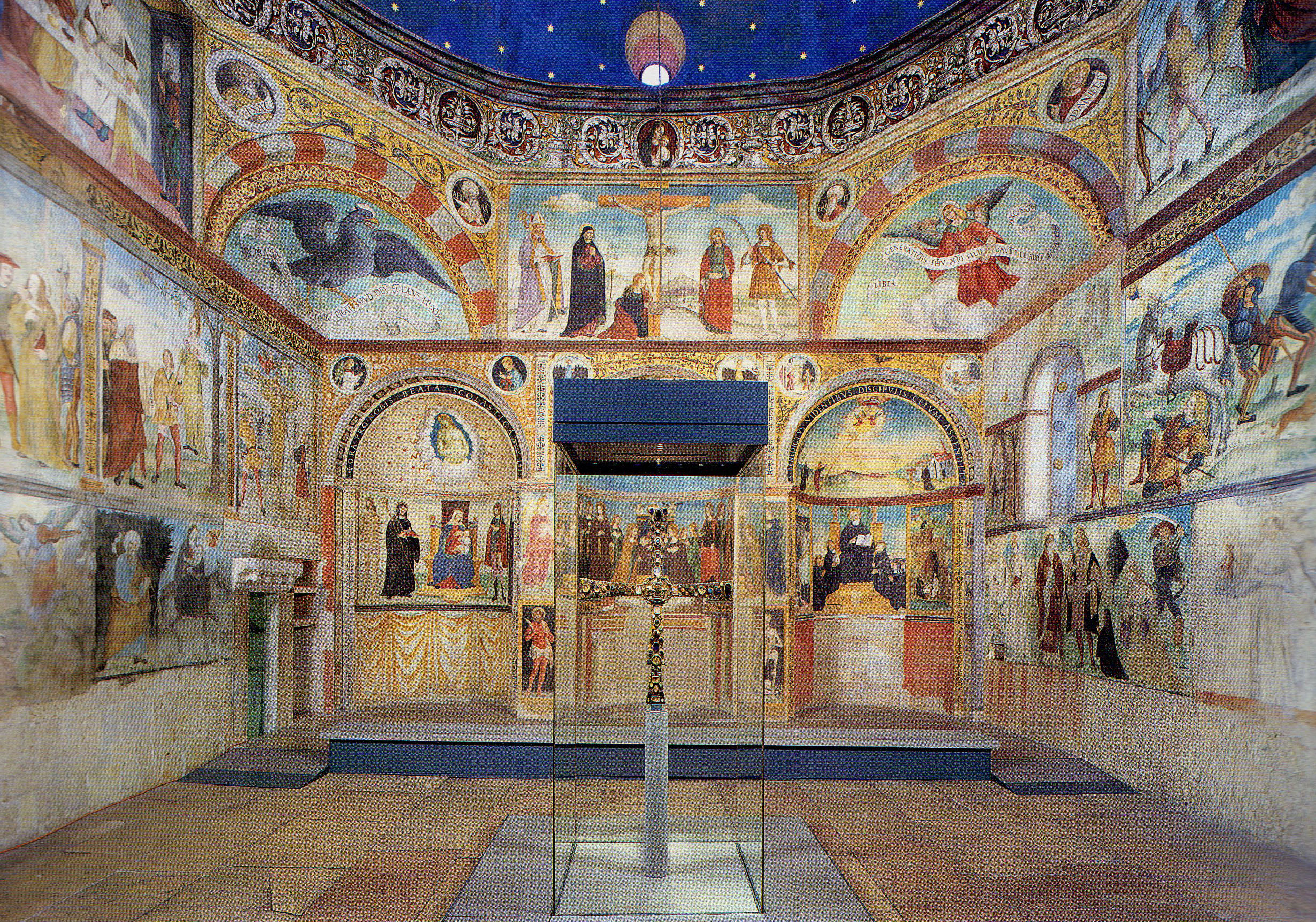
Nhà thờ Santa Maria tại Solario.
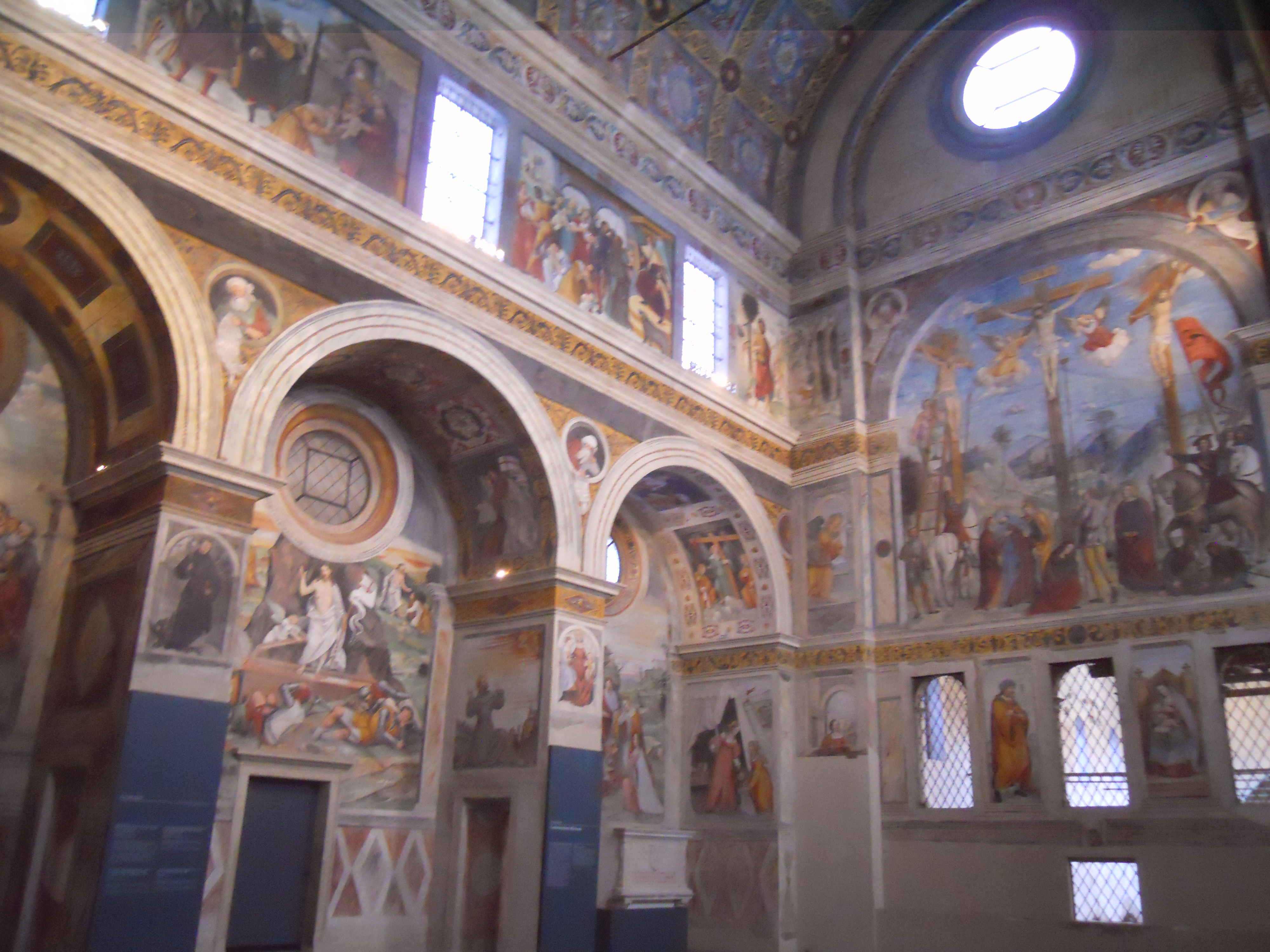
Tranh tường của tu viện San Salvatore-Santa Giulia.

### Castelseprio(Tỉnh Varese)
Lâu đài với Tháp Torba và nhà thờ ngoại thành, "Santa Maria foris portas"

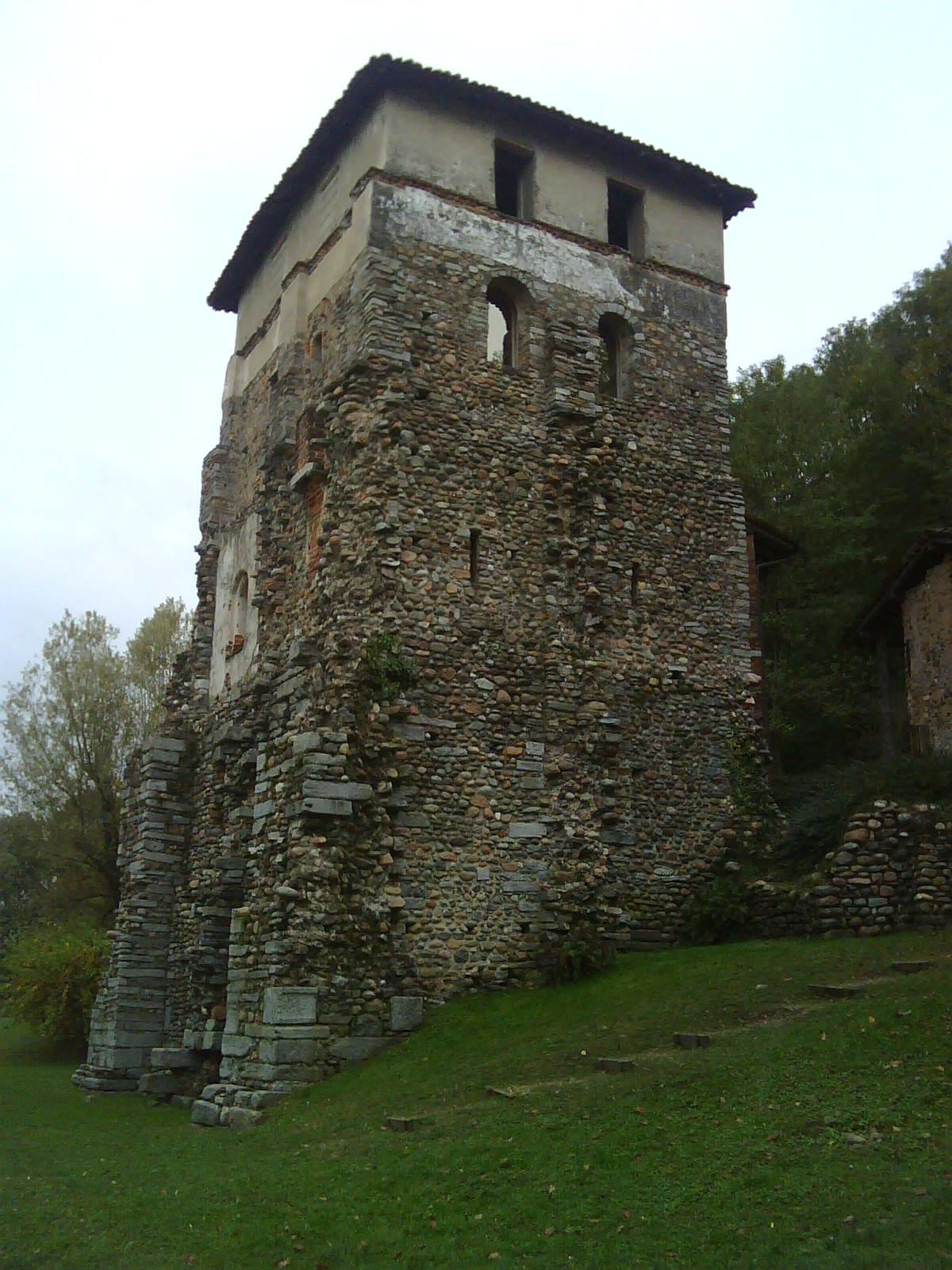
The Torba Tower.
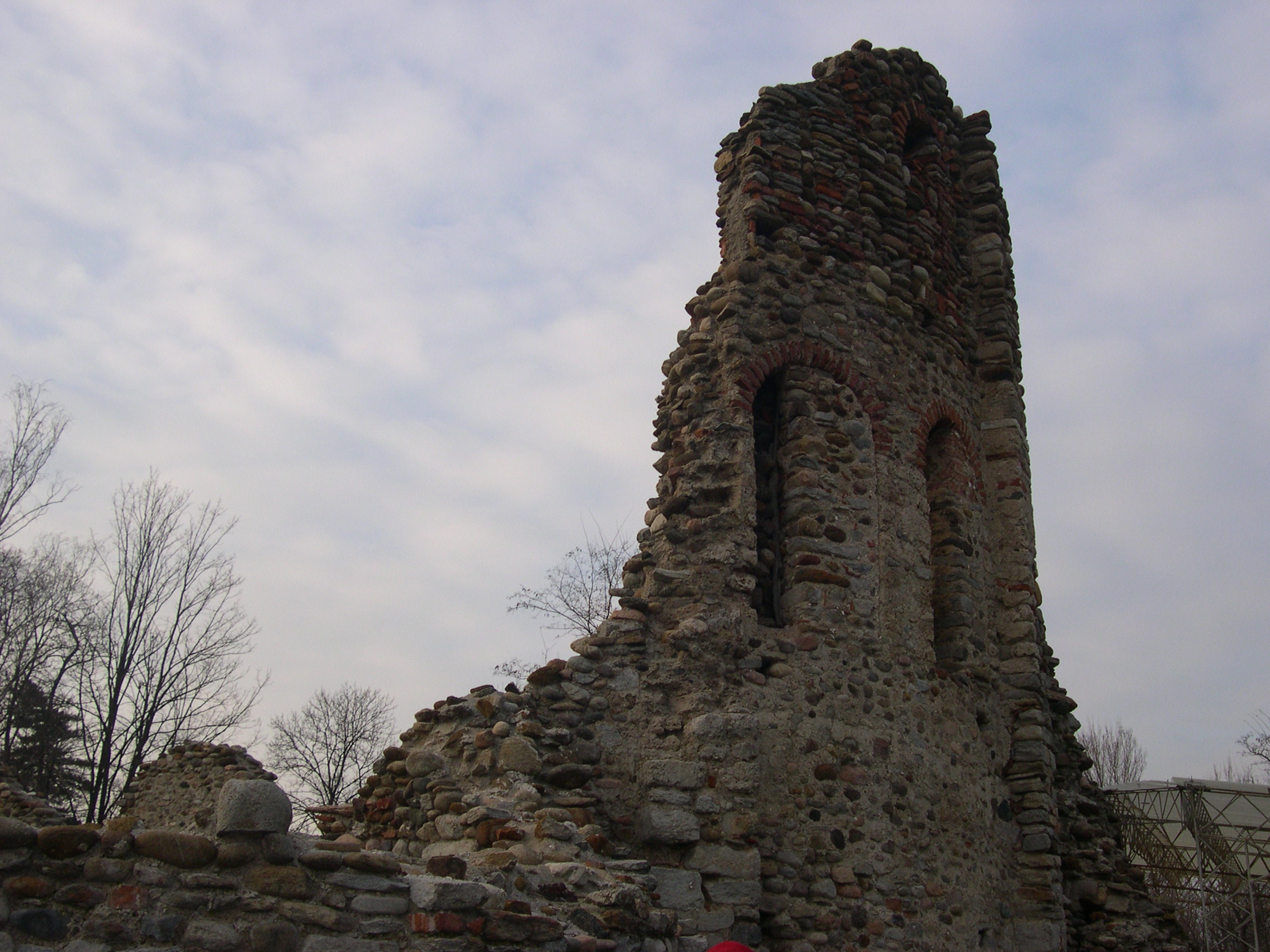
Remains of the basilica of San Giovanni Evangelista.
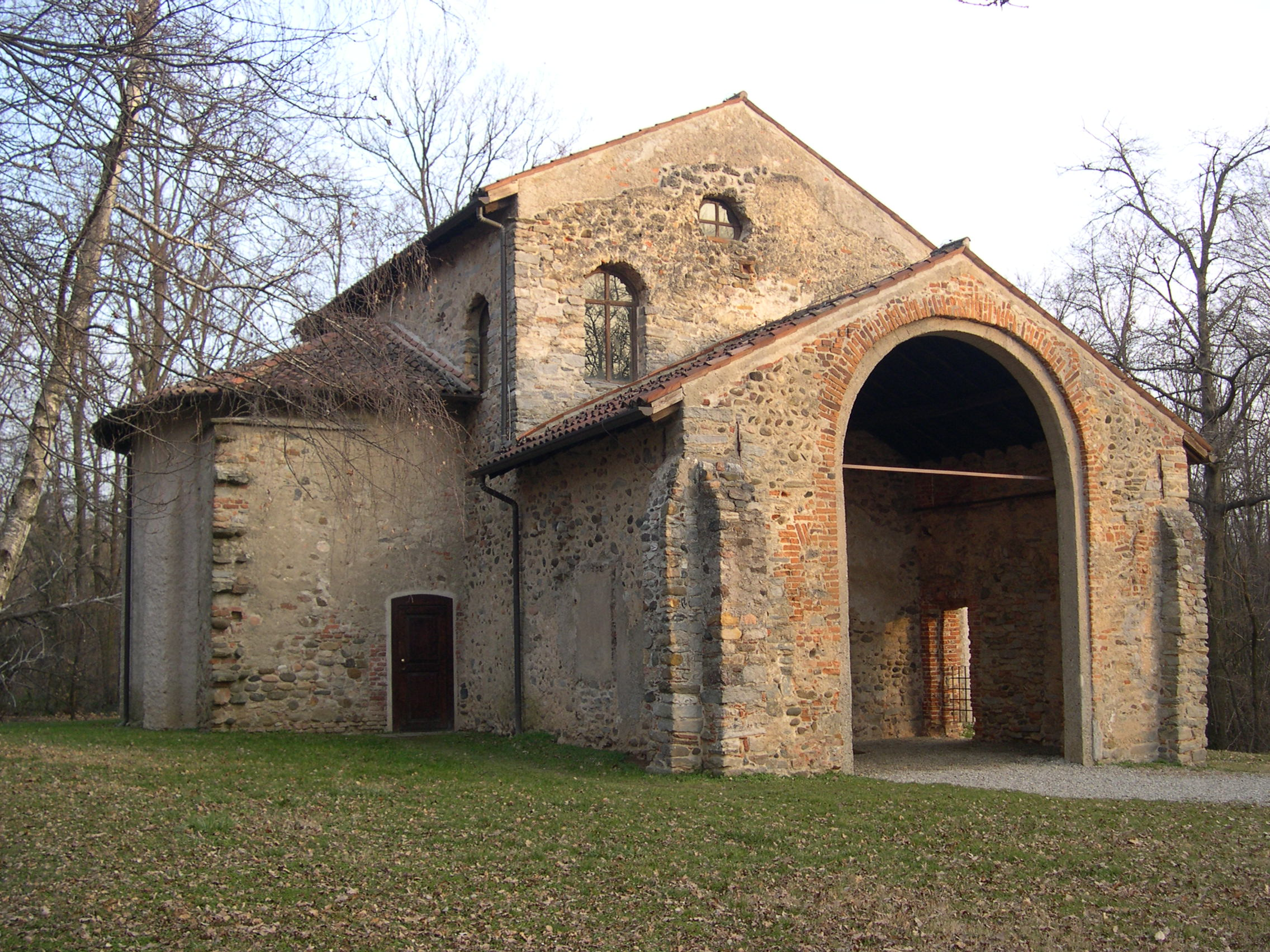
Church of Santa Maria foris portas.
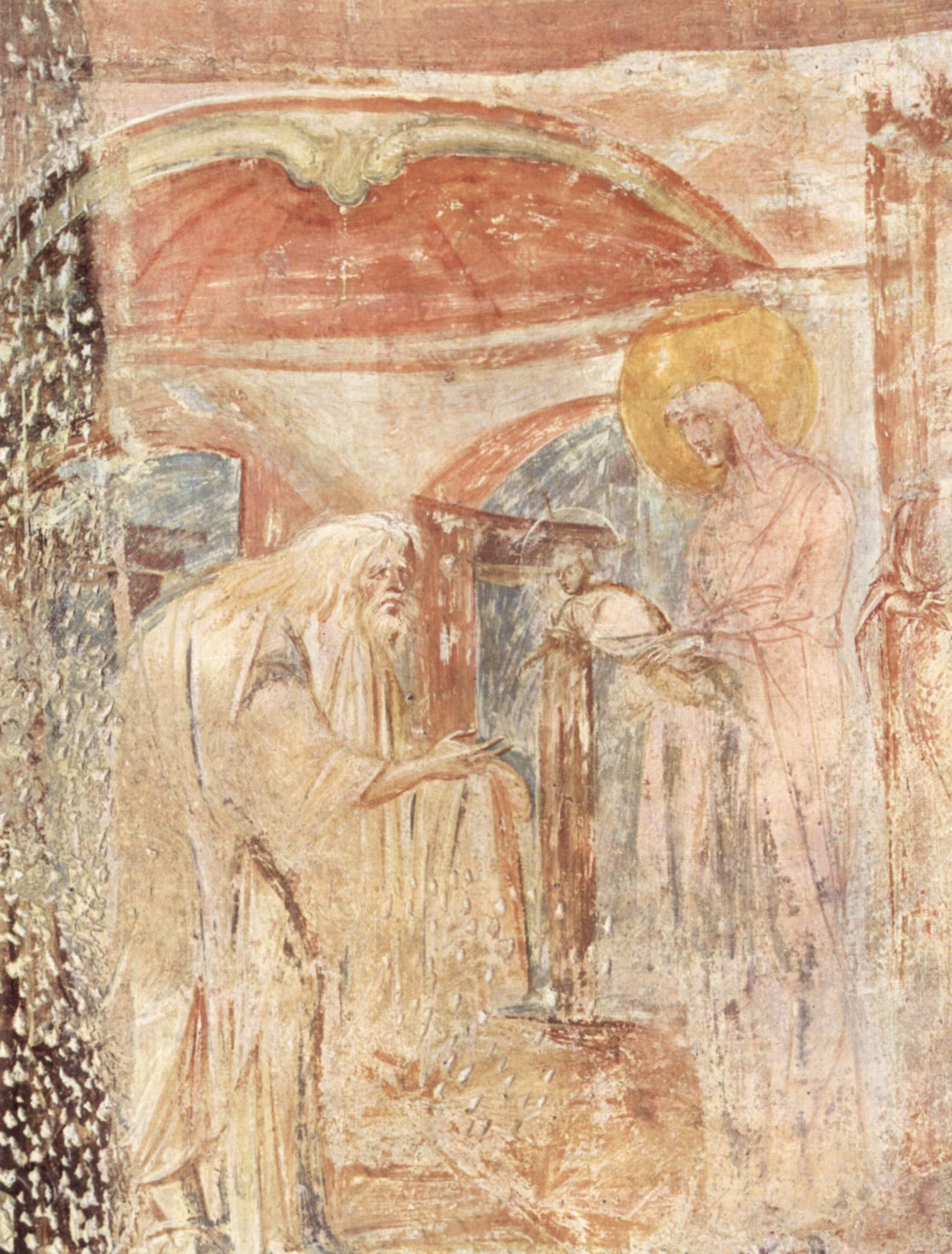
Santa Maria foris portas, detail of the frescoes.

### Spoleto(Tỉnh Perugia)
Vương cung thánh đường San Salvatore

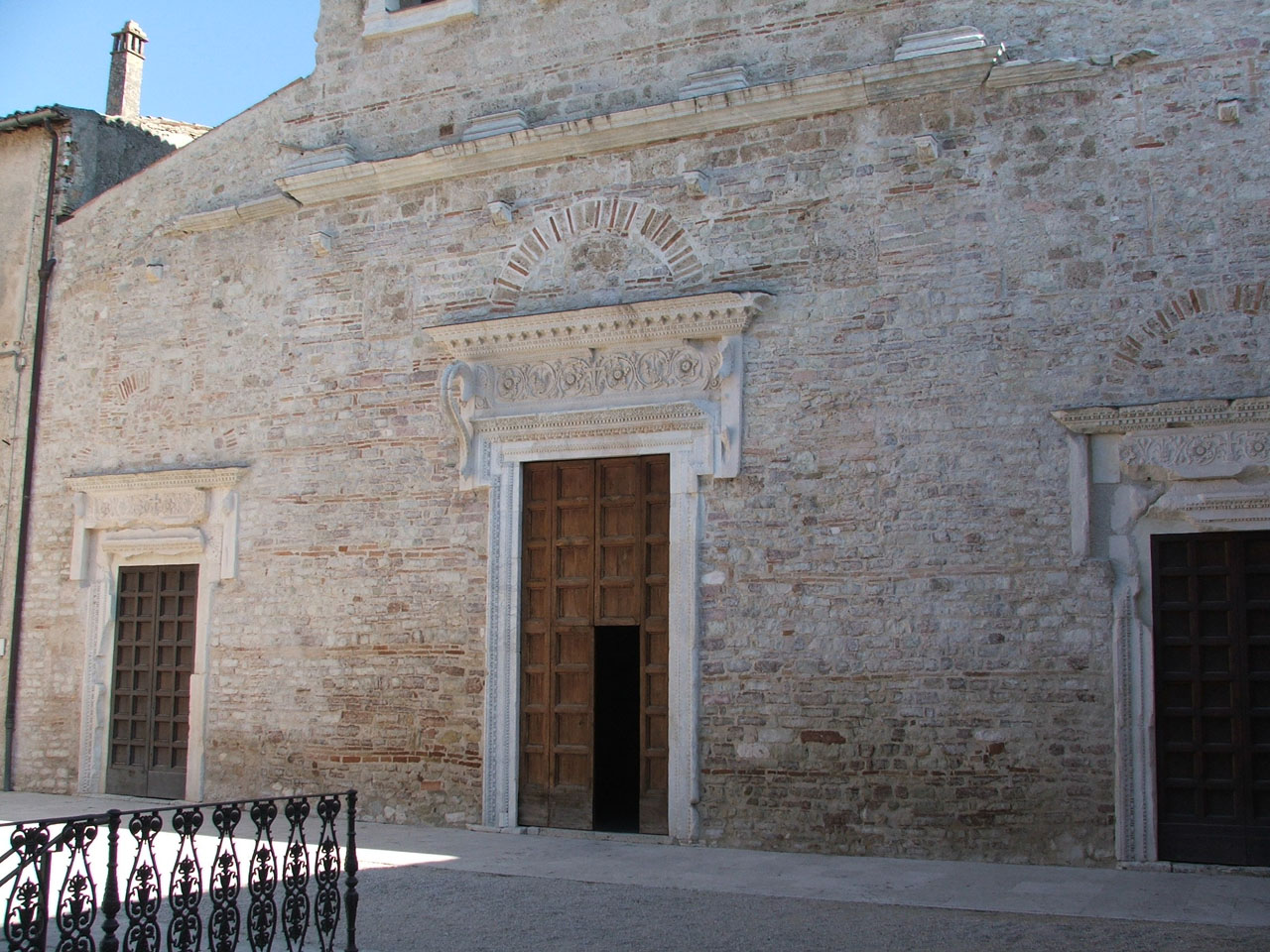
The façade of the basilica of San Salvatore.
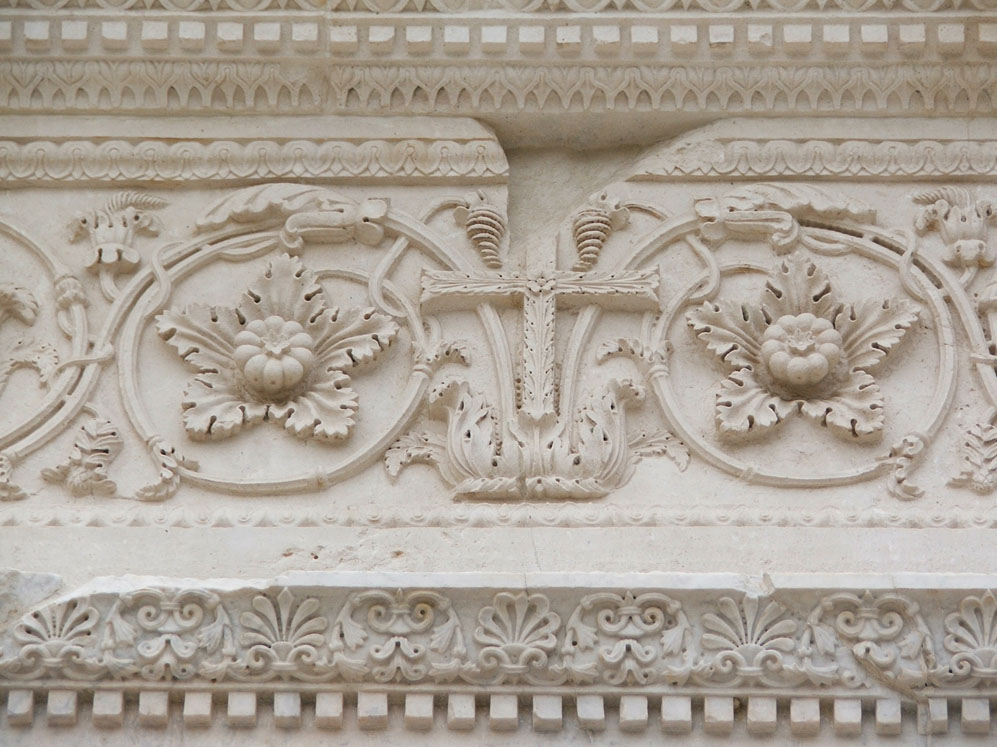
Detail of the portal.
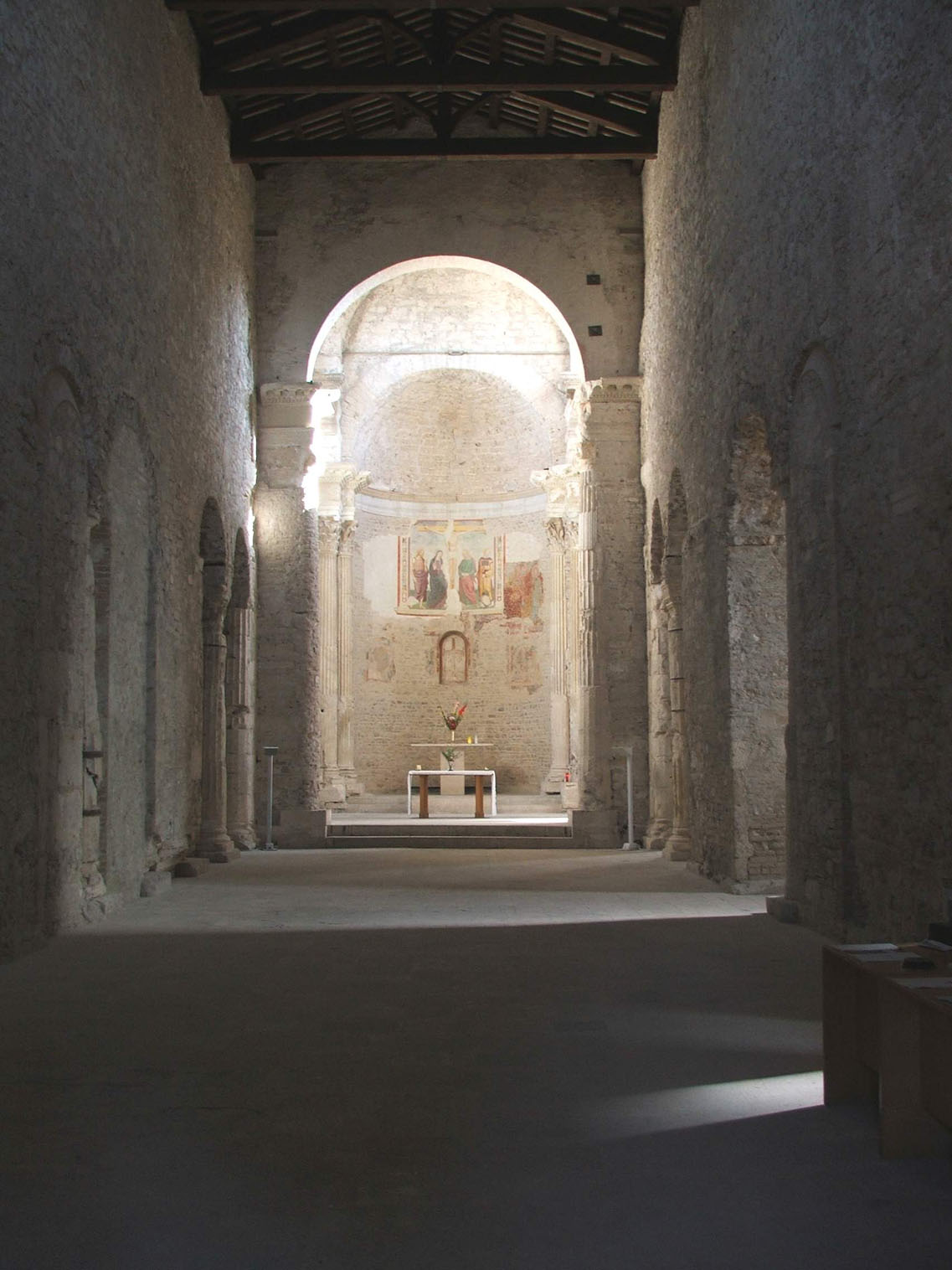
Internal view of the basilica.
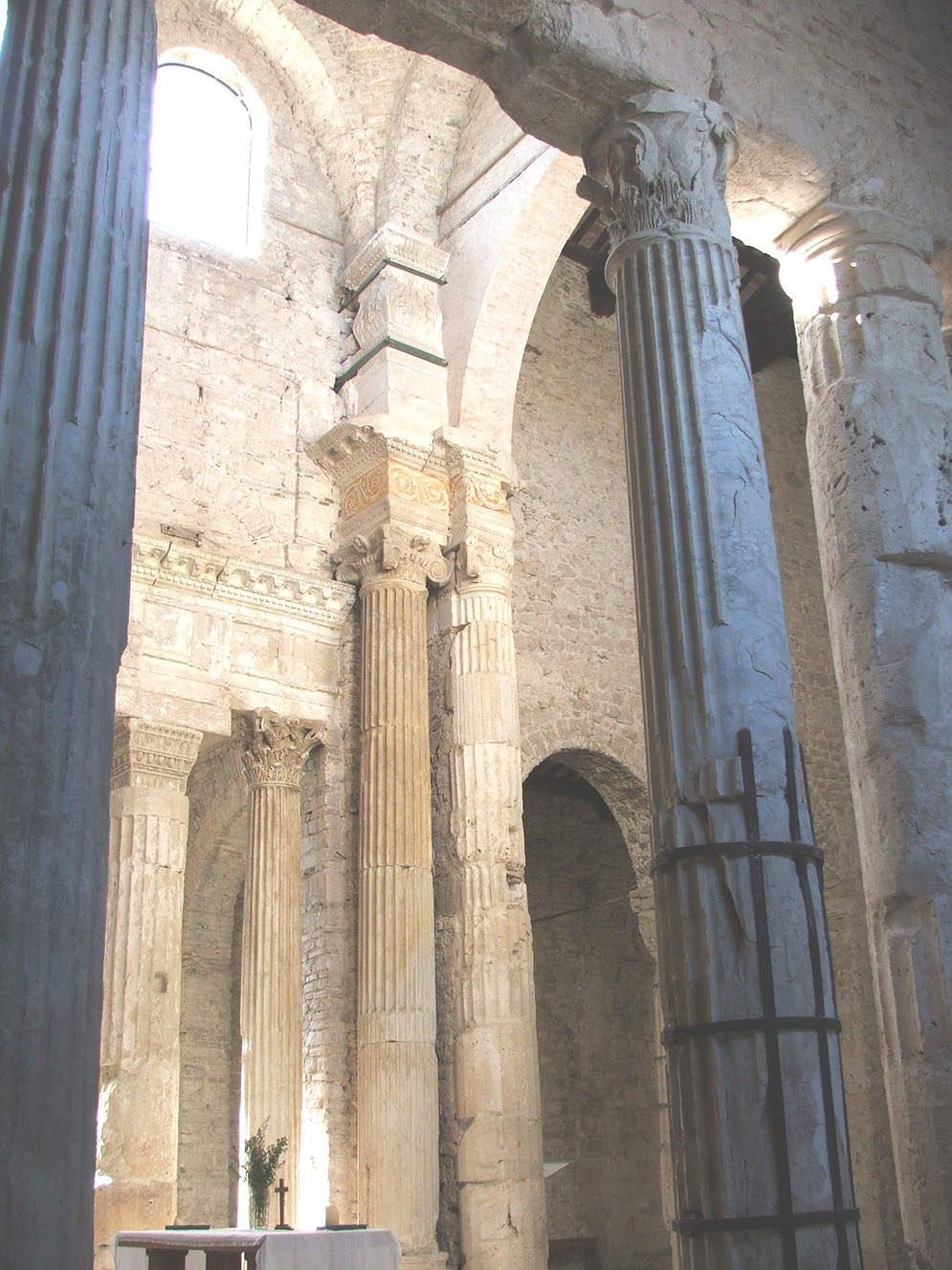
The presbitery.

### Campello sul Clitunno(Tỉnh Perugia)
Tempietto del Clitunno

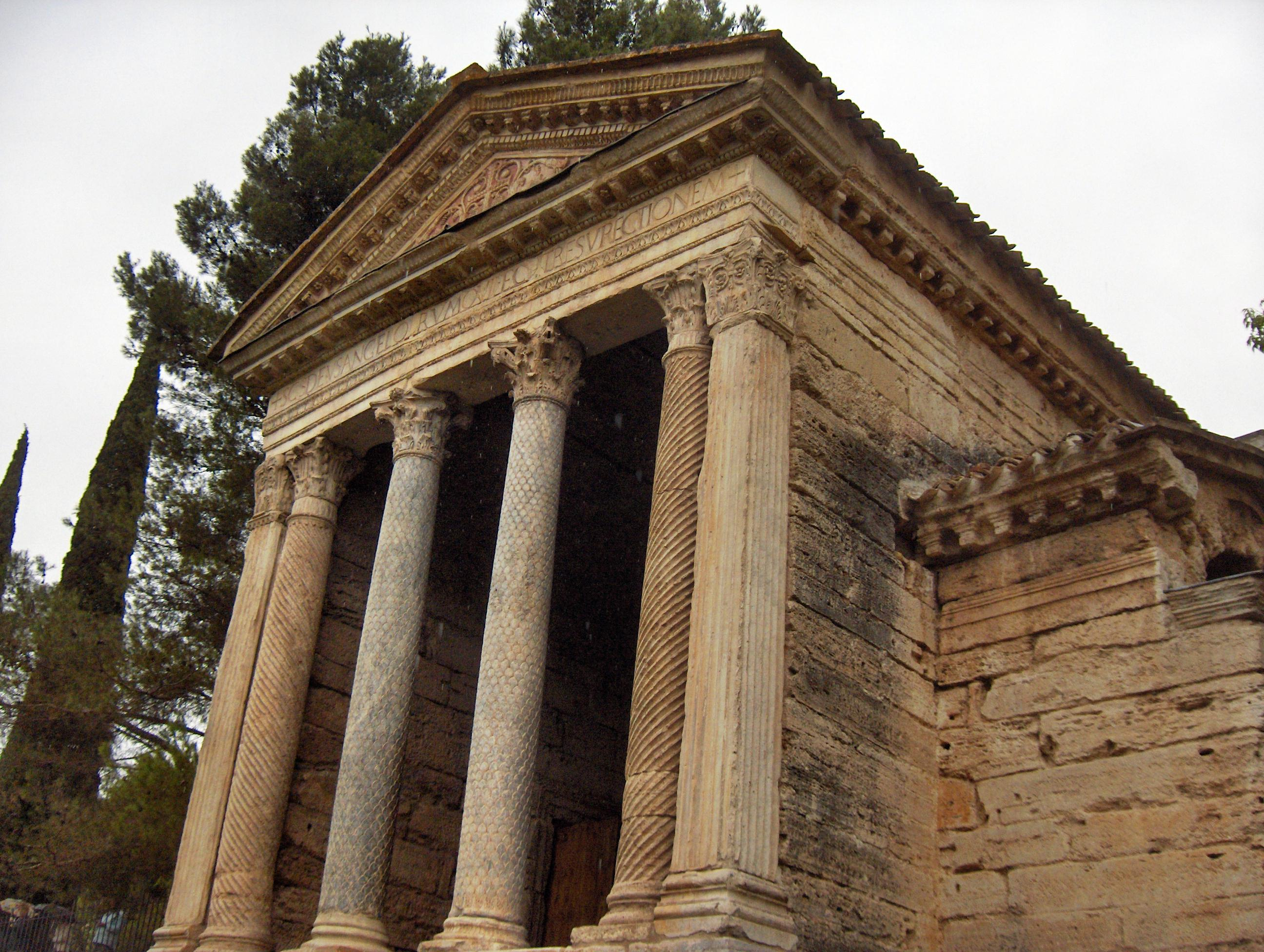
The façade of the Clitunno Tempietto.
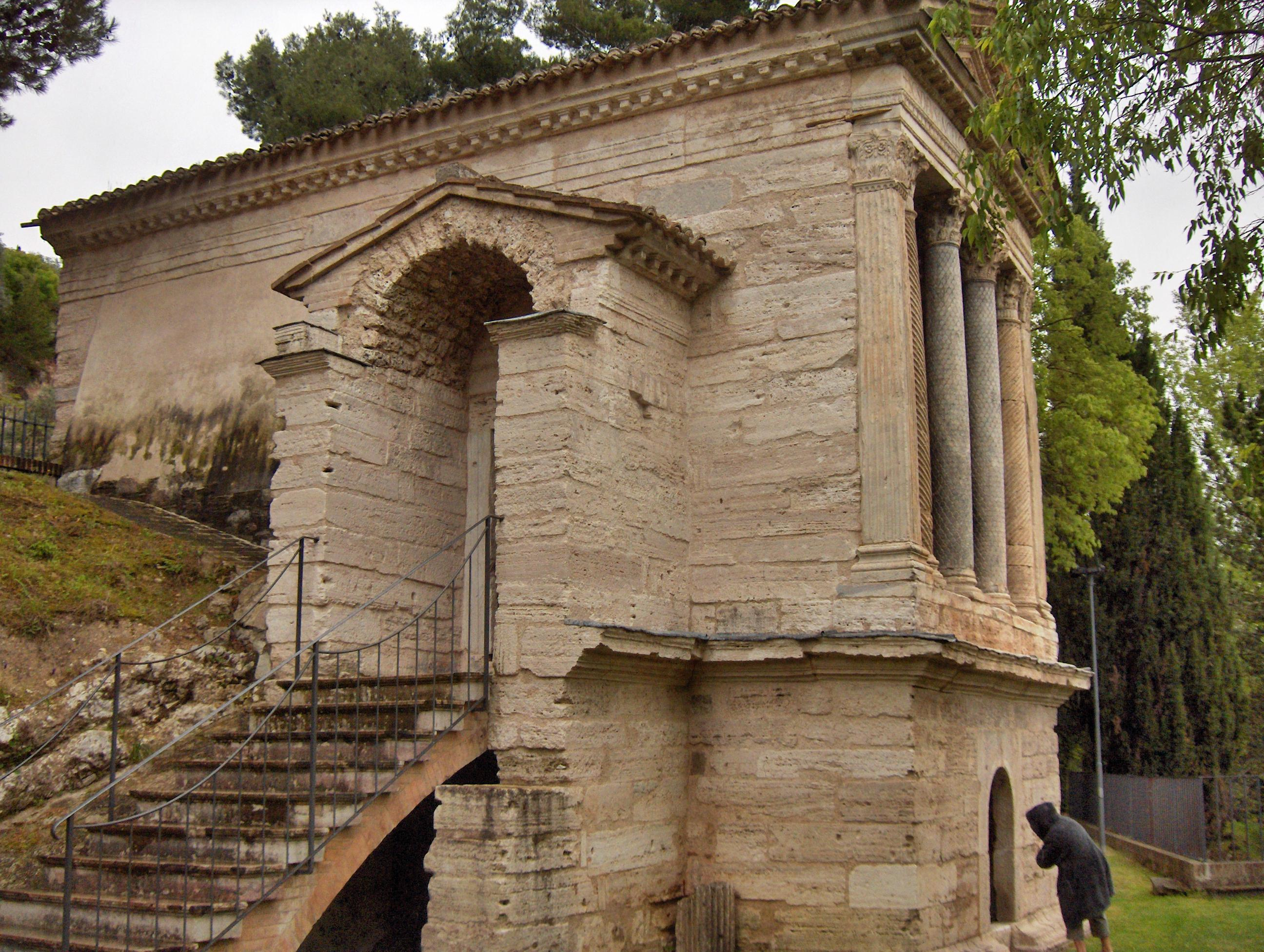
Lateral view of the Tempietto.
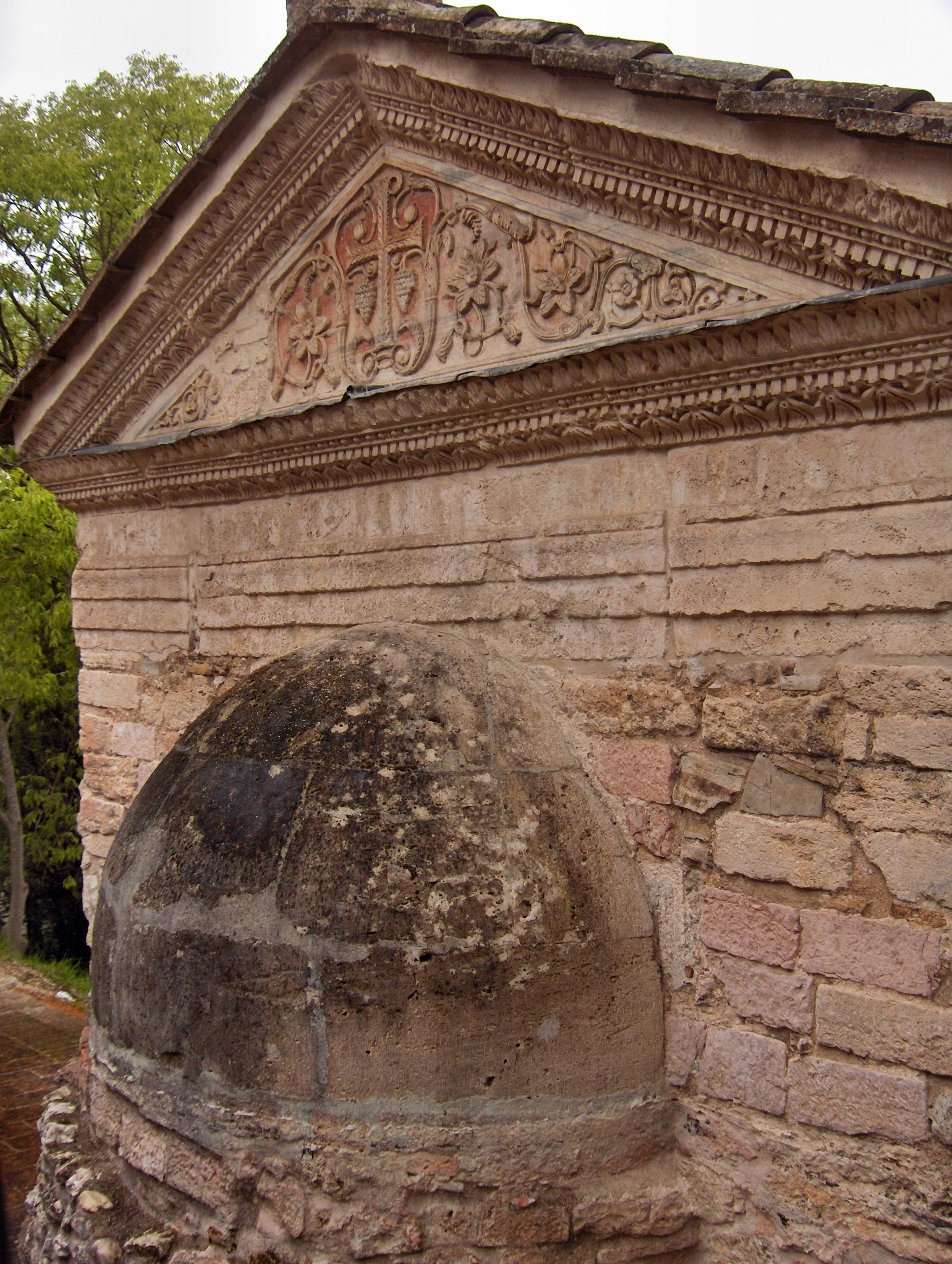
External view of the apse.
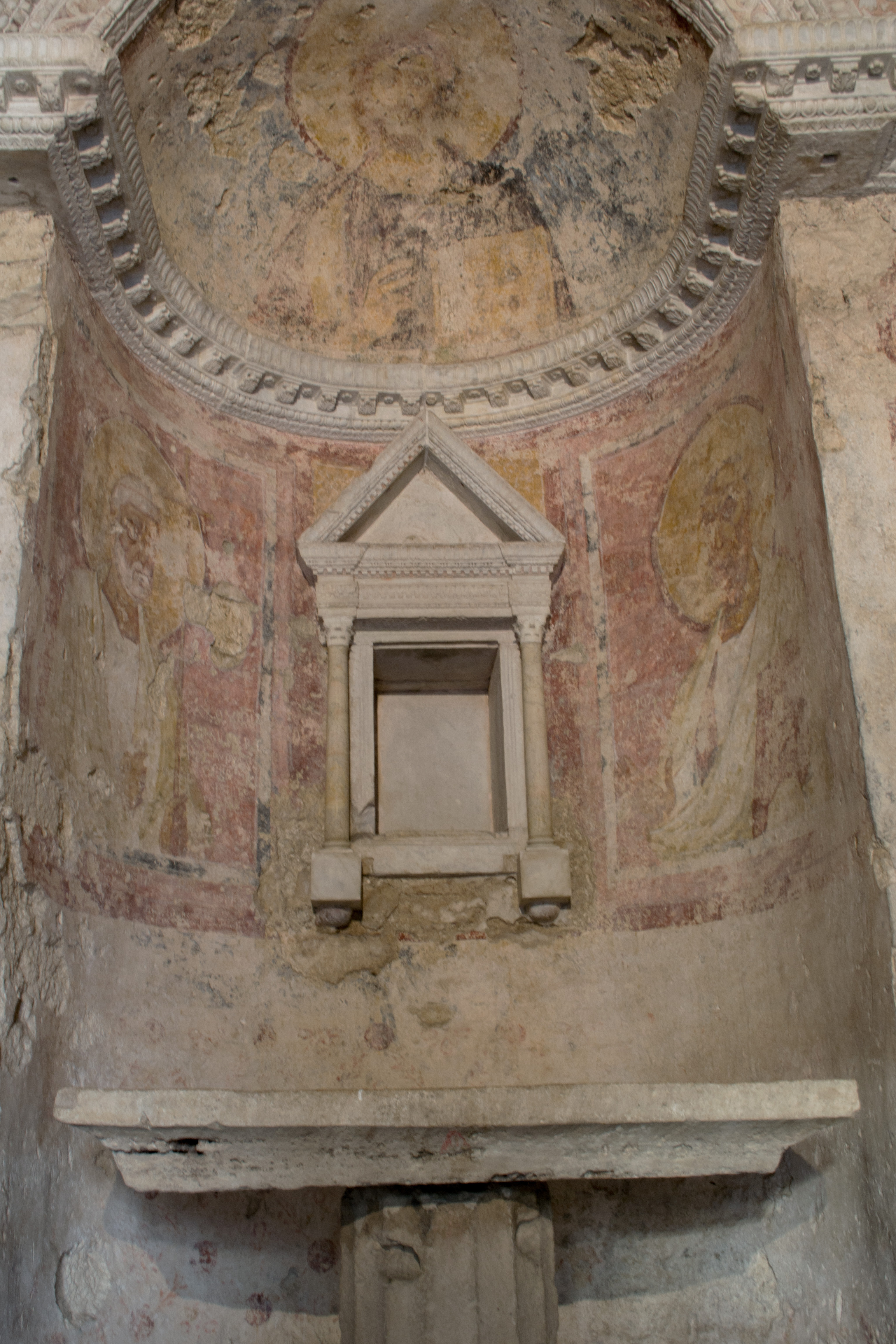
Internal view of the apse.

### Benevento
Phức hợp Santa Sofia

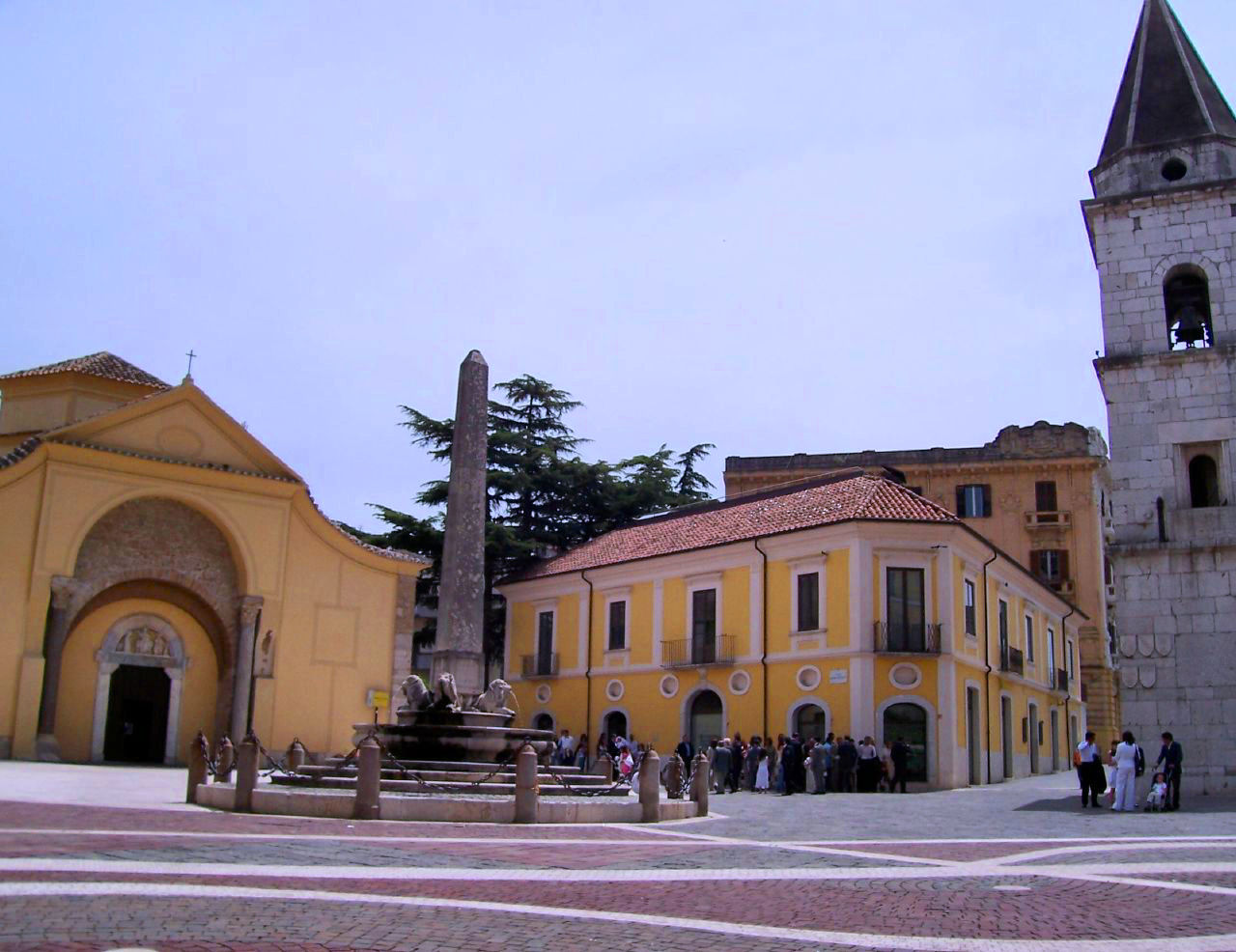
The Santa Sofia complex.
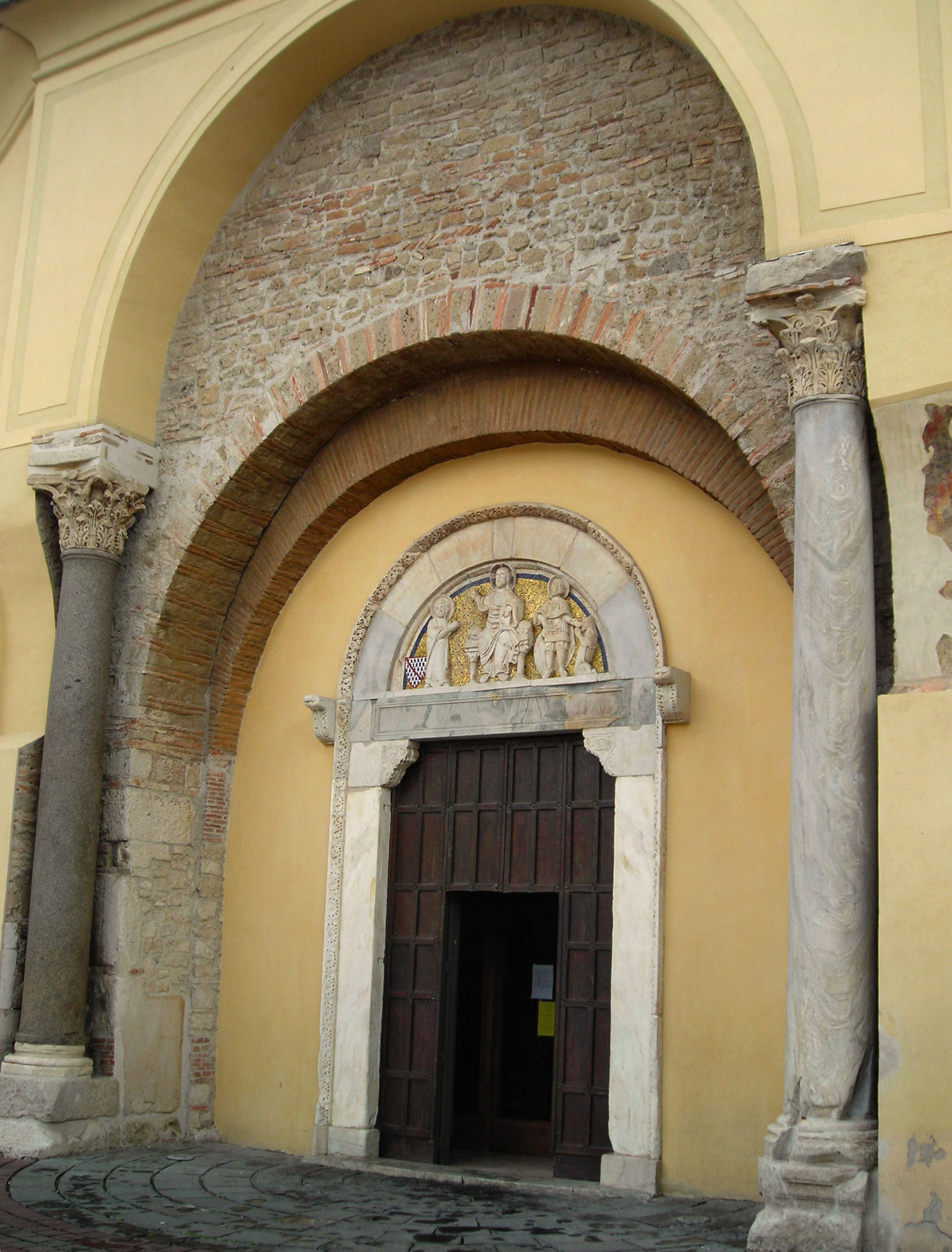
The portal of the church.
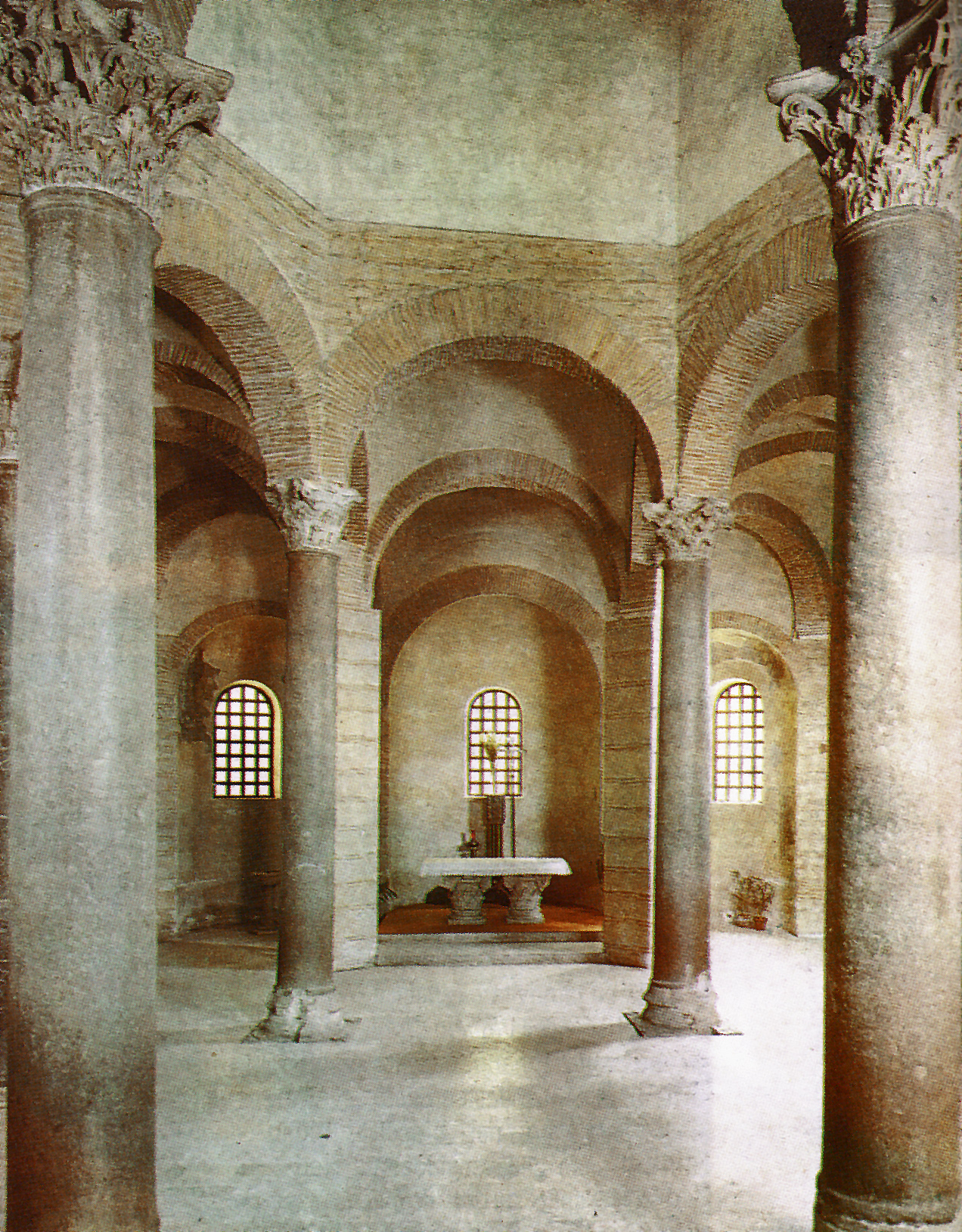
Internal view of the church.
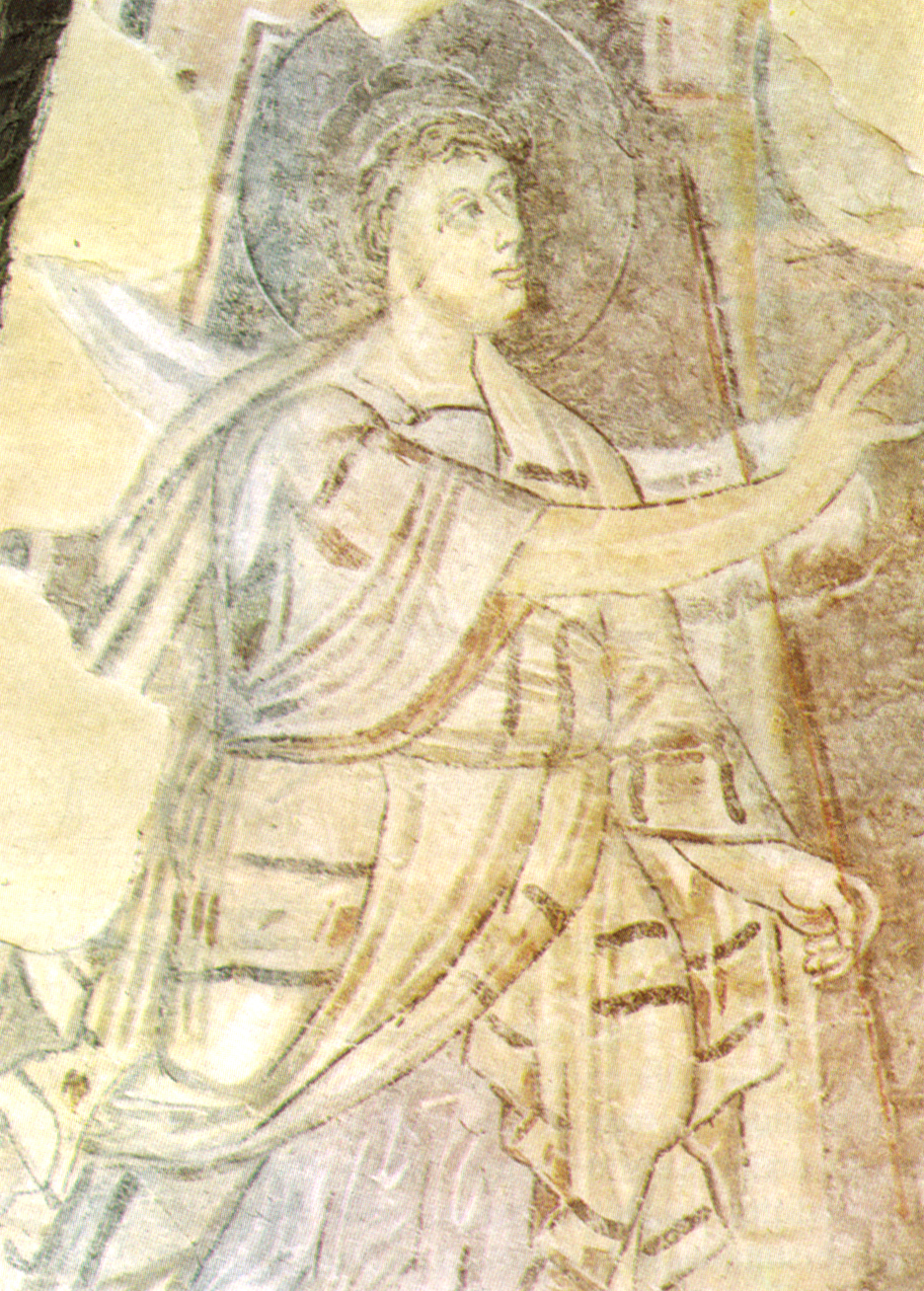
Detail of the frescoes, with the Annunciation of Zacharias.

### Monte Sant'Angelo(Tỉnh Foggia)
Đền thánh San Michele

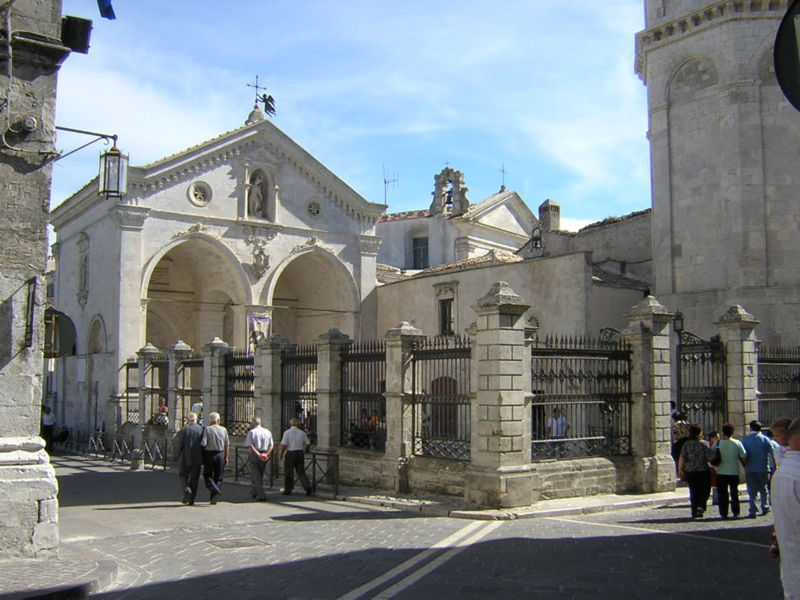
The Sanctuary of San Michele.
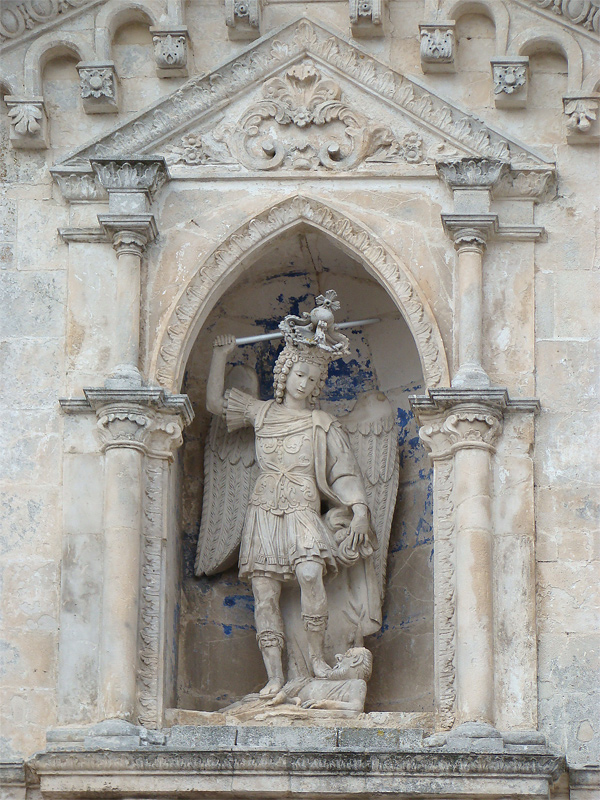
Statue of Saint Michael overlooking the entrance of the sanctuary.
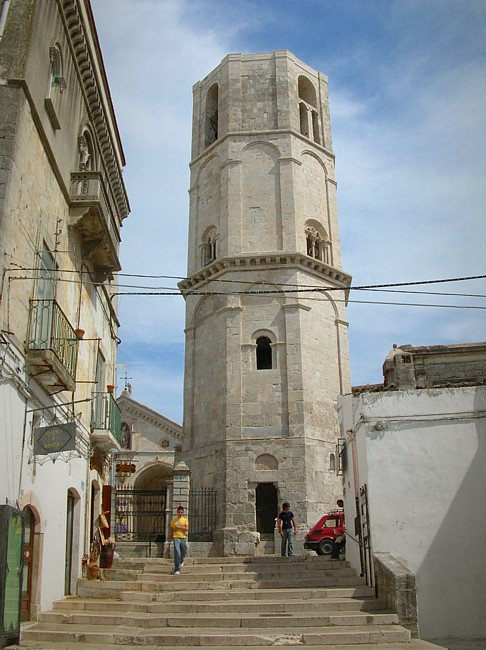
The octagonal tower (campanile) of the sanctuary.
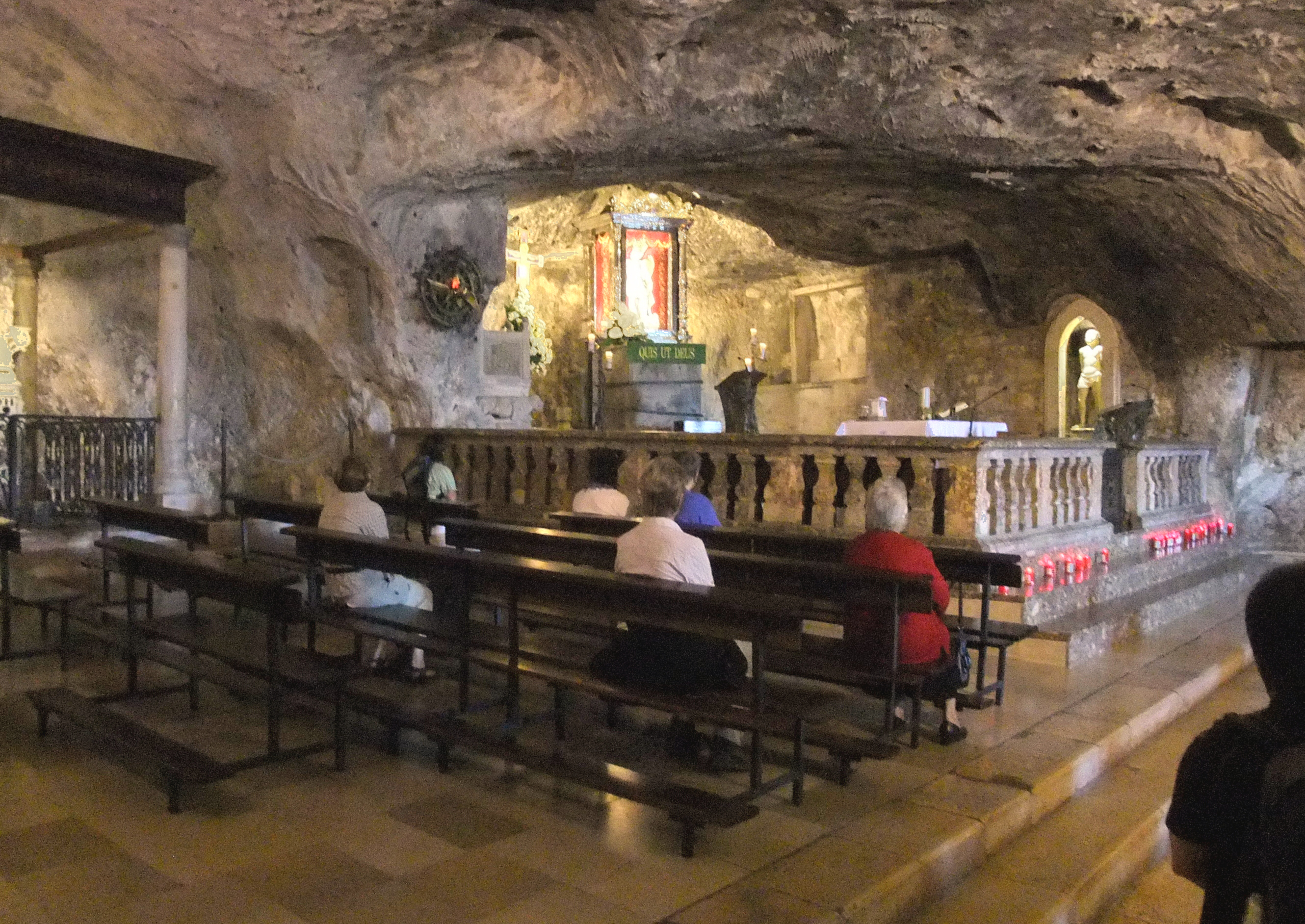
The cave when appeared the Archangel Michael.